# Montegabbione
Montegabbione es una localidad y comune italiana de la provincia de Terni, región de Umbría, con 1.216 habitantes.

## Evolución demográfica

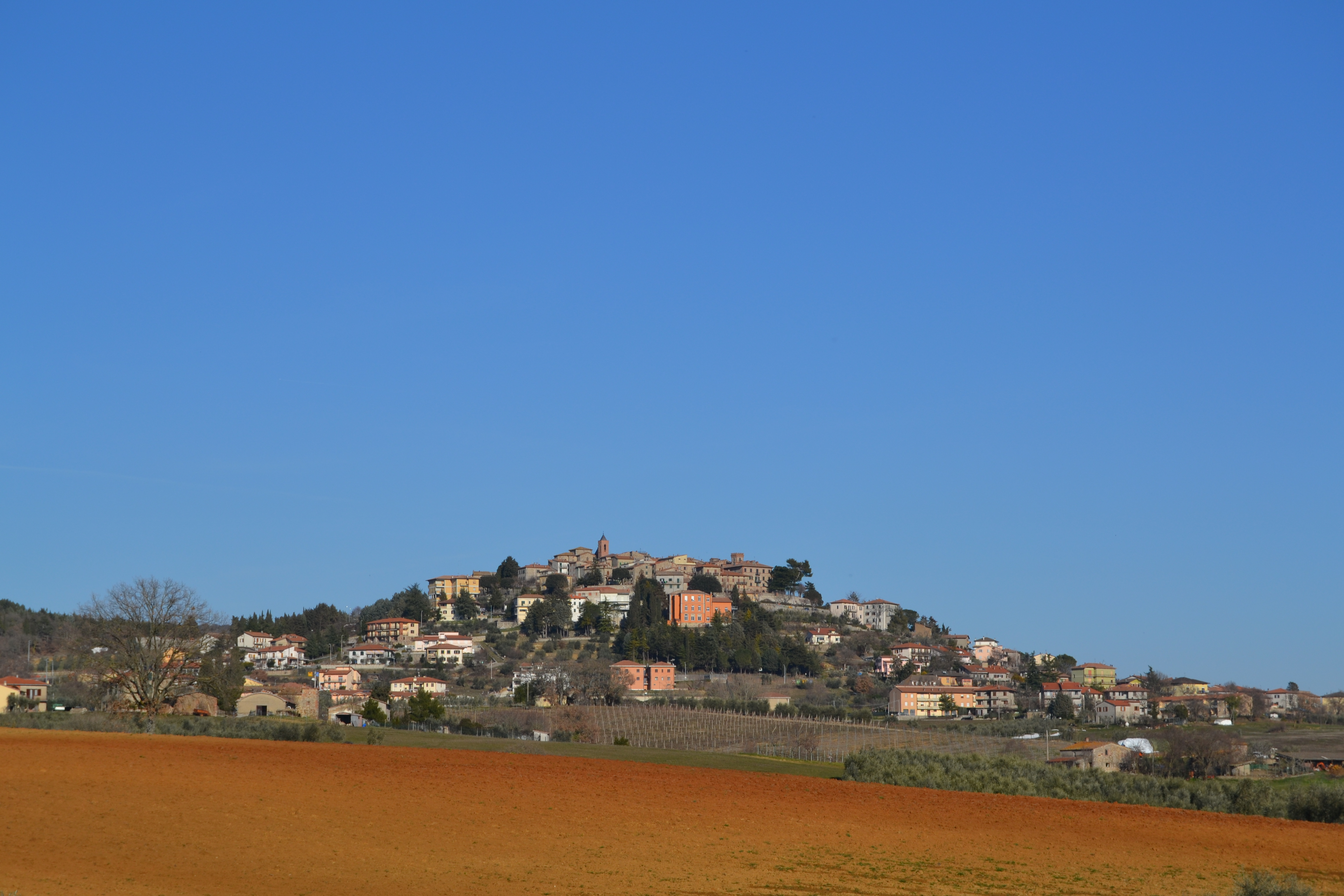

| Gráfica de evolución demográfica de Montegabbione entre 1861 y 2001 |
|                                                                     |
| Fuente ISTAT - elaboración gráfica de Wikipedia                     |